# Resistenza
Die Resistenza (italienisch für Widerstand) waren die Parteien und politischen Bewegungen, die zwischen September 1943 und Mai 1945 Widerstand gegen die deutsche Besetzung Italiens und die faschistische Italienische Sozialrepublik (Repubblica Sociale Italiana, RSI) leisteten. Mit 200.000 bis 250.000 aktiv kämpfenden Partisanen zum Zeitpunkt ihrer größten Ausdehnung im April 1945 stellt die italienische Resistenza die zahlenmäßig stärkste Partisanenbewegung in Westeuropa während des Zweiten Weltkriegs dar, nach der jugoslawischen die zweitgrößte in Europa.

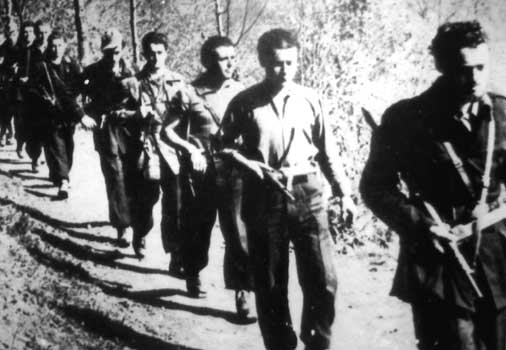
Eine Partisanenformation während der Resistenza

Erste Gruppen von Partisanen formierten sich nach dem 8. September 1943 als Reaktion auf das Bekanntwerden des Waffenstillstands von Cassibile. Durch Sabotageaktionen sowie Attentate auf Nationalsozialisten und italienische Faschisten nahm die Resistenza in einem Guerillakrieg den Kampf gegen die nationalsozialistische Besatzung und die Mitte September 1943 gegründete faschistische RSI auf. Die Nationalsozialisten und Faschisten reagierten nicht selten mit Repressalien. Im Zuge des italienischen Partisanenkriegs verübten Einheiten der SS, Wehrmacht und faschistischen RSI eine Reihe von Massakern, denen insgesamt mehr als 12.700 Zivilisten zum Opfer fielen. Zeitgleich zum Partisanenkampf drangen die bereits am 10. Juli 1943 auf Sizilien gelandeten angloamerikanischen Truppen im Rahmen des Italienfeldzugs langsam nach Norditalien vor. Nach der These des Historikers Claudio Pavone kann die Resistenza als Verbindung von nationalem Befreiungskrieg (gegen die deutsche Besatzung), Bürgerkrieg (gegen die republikanischen Faschisten) und Klassenkrieg (gegen die padroni, die besitzende Schicht) charakterisiert werden. Ende September und Anfang Oktober 1943 befreite sich Neapel in einer viertägigen Volkserhebung von der deutschen Besatzung. Rom wurde bereits im Juni 1944 von alliierten Truppen befreit, Florenz vor dem Hintergrund des alliierten Vorstoßes von Partisanen Anfang September 1944. Ende April 1945 kam es in Oberitalien zur Massenerhebung gegen die nazifaschistische Besatzung, sodass die meisten Städte der Lombardei, des Piemonts und Venetiens bereits vor den vorrückenden Angloamerikanern befreit waren. Am 28. April 1945 wurde Benito Mussolini von Partisanen erschossen, am Tag darauf wurde die Kapitulation für die in Italien stehenden deutschen Truppen unterzeichnet, die am 2. Mai in Kraft trat.
Führungsorgan der Resistenza war das von sechs antifaschistischen Parteien gebildete nationale Befreiungskomitee (Comitato di Liberazione Nazionale, CLN). Mit 40 Prozent stellten die kommunistischen Brigate Garibaldi den größten Teil der Partisanenbewegung; 25 Prozent bildeten Verbände der Aktionspartei (Partito d’Azione, PDA). Numerisch nicht unbedeutend waren auch die autonomen Verbände, die keiner Partei unterstanden. Die Formationen des städtischen Widerstandes waren in den kommunistischen Gruppi d’Azione Patriottica und Squadre d’Azione Patriottica organisiert.
Nach 1945 bestimmte eine antifaschistische Meistererzählung jahrzehntelang den öffentlichen Diskurs, der zufolge die Resistenza eine breit angelegte Volksbewegung war. Die Resistenza stellte für die öffentliche Meinung die ideelle Grundlage der 1947 verabschiedeten republikanischen Verfassung dar und war nach Auffassung mancher Historiker „Gründungsmythos“ der italienischen Republik. In den 1990er-Jahren kam es im Zuge des Zerfalls der Sowjetunion und des sogenannten Tangentopoli-Korruptionsskandals, der zum Ende des bisherigen Parteiensystems in Italien führte, zu einer Entmythisierung der Resistenza. Die italienische Widerstandsbewegung wurde Gegenstand sogenannter revisionistischer Geschichtsdeutungen. Polemische Debatten entspannen sich um dunkle Aspekte der Widerstandsbewegung wie das „Todesdreieck“ (triangolo della morte) in der Emilia-Romagna, das Massaker von Porzûs oder die sogenannten Foibe-Massaker in der slowenisch-kroatisch-italienischen Grenzregion. Der 25. April wird bis heute in Erinnerung an die Befreiung von 1945 als nationaler Feiertag begangen.
Während sich die ältere Forschung auf den militärischen Widerstand und die Geschichte der Parteien in der Resistenza konzentrierte, hat die jüngere Geschichtswissenschaft seit den 1980er- und 90er-Jahren auch den zivilen Widerstand als Forschungsfeld entdeckt. Zudem hat sich die Beschäftigung mit den nationalsozialistischen und faschistischen Massakern als eigenständiger Forschungszweig etabliert. Erst seit der Jahrtausendwende sind das Erbe der Resistenza sowie der städtische Widerstand eingehend untersucht worden.

## Numerische Angaben
Die numerische Dimension der Partisanenbewegung variiert stark je nach dem betrachteten Zeitpunkt: Während die Resistenza in den Wintern 1943/44 und 1944/45 Krisen durchlitt, die sich auch in einer niedrigen Gesamtzahl von Partisanen niederschlugen, kann der Massenzulauf, den die Bewegung Ende April 1945 erfuhr, kaum als repräsentativ gelten. Zwar lässt sich die zahlenmäßige Stärke der Partisanenbewegung nicht genau feststellen, nach Kriegsende wurden jedoch verschiedene offizielle und halboffizielle Schätzungen und Erhebungen vorgenommen. Die meisten jüngeren wissenschaftlichen Publikationen sprechen von einer Gesamtzahl von 200.000 bis 250.000 Partisanen. Die italienische Resistenza war damit „zahlenmäßig die größte im westlichen Europa“.
Luigi Longo, der politisch-militärische Anführer der kommunistischen Brigate Garibaldi und Vizekommandant des Corpo volontari della libertà („Freiwilligenkorps der Freiheit“), spricht in seinen Memoiren von 235.000 partigiani combattenti („kämpfende Partisanen“) und 117.000 patrioti civili („zivile Patrioten“). Als partigiani combattenti klassifizierte man dabei diejenigen, die mindestens drei Monate aktiv in einer Partisanenformation kämpften, für mindestens sechs Monate den Squadre d’Azione Patriottica (SAP) oder den Gruppi d’Azione Patriottica (GAP) angehörten und an mindestens drei Sabotage- oder Kampfaktionen teilnahmen, als patrioti civili hingegen diejenigen, die die Partisanenbewegung erheblich unterstützten oder für einen Zeitraum von weniger als drei Monaten in den Reihen der Resistenza kämpften. Laut dem Partisanen Amerigo Clocchiatti hingegen waren die aktiv kämpfenden Partisanen vielleicht 50.000; den Rest hätten die Parteien hinzugedichtet.
Nach Giorgio Bocca gab es Mitte September 1943 in ganz Italien nicht mehr als 1.500 zum Kampf entschlossene Partisanen, der Historiker Guido Quazza nennt für Dezember des Jahres die Zahl von 9.000–10.000 aktiven Kämpfern in der Resistenza. Im April 1944 habe deren Zahl laut Bocca mit 12.600 einen ersten Höhepunkt erreicht, zusammen mit Helfern und Sympathisanten habe die Bewegung sogar 20.000–25.000 Frauen und Männer umfasst; Quazza gibt eine ungefähr vergleichbare Ziffer von 20.000–30.000 Partisanen für das Frühjahr 1944 an und für den Sommer eine Partisanenstärke von 70.000–80.000, Bocca dagegen nur von 50.000. Nachdem die Partisanenbewegung infolge des harten Winters 1944/45 auf ein Minimum reduziert worden war, stieg ihre Zahl laut Bocca gegen Kriegsende auf 80.000 an; Mitte April 1945 habe sie eine Größenordnung von 130.000 und zur Zeit der Massenerhebung Ende April 250.000–300.000 Mitglieder erreicht. Davon abweichend spricht Quazza nur von 120.000–130.000 Partisanen im April 1945. Laut dem amerikanischen Historiker Charles Delzell, der sich seinerseits auf Max Salvadori und Roberto Battaglia stützt, gab es Ende 1943 einige Tausend Partisanen, deren Zahl angesichts des harten Winters und der deutschen Durchkämmungsaktionen auf 9–10.000 Ende Januar 1944 zusammenschrumpfte. Danach sei die Zahl wieder angestiegen, bis sie im Sommer 1944 fast 100.000 Kämpfer erreicht habe. Im Winter sei die Zahl erneut gesunken, um danach in der Aprilerhebung 1945 150.000 Partisanen zu umfassen.
Insgesamt kamen während des Partisanenkriegs im italienischen Hinterland 70–80.000 Menschen ums Leben. Die Toten des italienischen Widerstandes, d. h. im Kampf Gefallene oder in der Gefangenschaft Exekutierte, umfassen 30–50.000. Ebenfalls 30.000 italienische Faschisten verloren ihr Leben „bei Kampfhandlungen oder durch Gewalttaten und Racheakte der Partisanen“. Im Kampf gegen die Partisanen starben nach Schätzung des Historikers Carlo Gentile etwa 3.000 deutsche Militär-, Polizei- und SS-Angehörige. In den über 5.600 von Nationalsozialisten und Faschisten in Italien verübten Massakern fanden mehr als 23.600 Menschen, davon über 12.700 Zivilisten und 6.800 Partisanen, den Tod. 67 Prozent der Toten waren dabei Opfer nationalsozialistischer Gewalt, 20 Prozent Opfer von gemeinsam von Nationalsozialisten und Faschisten begangenen Gewaltakten und 13 Prozent gingen auf das Konto der Faschisten der Italienischen Sozialrepublik. Zwischen September 1943 und Mai 1945 wurden ferner insgesamt 425 katholische Priester getötet: 191 von Faschisten, 125 von Deutschen und 109 von Partisanen.
Von den circa 650.000 italienischen Soldaten, die als Militärinternierte nach Deutschland oder in die deutsch besetzten Ostgebiete deportiert wurden, starben 30–50.000 an Unterernährung, Kälte und den harten Arbeitsbedingungen oder waren Opfer von Erschießungen.

## Geschichte

### Vorgeschichte

#### Antifaschismus 1922 bis 1943

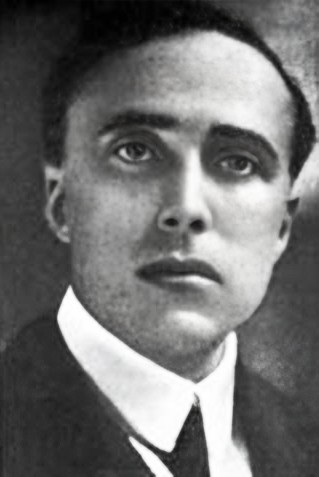
Giacomo Matteotti

Während die bewaffnete Resistenza erst nach dem 8. September 1943 entstand, ist der Antifaschismus als Opposition zur faschistischen Bewegung im Grunde fast so alt wie diese selbst. Der Kampfbund Arditi del Popolo, der 1921 als Reaktion auf den Terror der Schwarzhemden während des Biennio rosso entstand, war die erste Organisation mit antifaschistischem Selbstverständnis. In den ersten zwei Jahren nach dem sogenannten Marsch auf Rom 1922–24 konnte die Opposition der Regierung noch in der Camera dei deputati und in ihrer Presse widersprechen. Die Ermordung des sozialistischen Abgeordneten Giacomo Matteotti, der in einer mutigen Rede am 30. Mai 1924 die Manipulationen im Kontext der April-Wahlen angeprangert hatte, leitete zwar eine Regierungskrise ein, letztlich gelang es jedoch dem Diktator Benito Mussolini, den Boykott der Opposition auf einem symbolischen Aventin in einen innenpolitischen Erfolg umzumünzen: 1925 setzte mit einer Reihe von Gesetzen die Machtsicherung und Durchsetzung der Diktatur ein; die damit einhergehende Repression zwang Regimegegner ins Exil oder in den Untergrund.
Oppositionelle, die in Italien verblieben, gegen das Regime arbeiteten und von der faschistischen Geheimpolizei OVRA überführt wurden, mussten vielfach mit körperlicher Gewalt, Haft oder Verbannung (confino) rechnen: So wurde Giovanni Amendola, der die Aventinianer angeführt hatte, im Juni 1925 von einem faschistischen Schlägertrupp verprügelt; sein Tod im Folgejahr im französischen Exil war mit großer Wahrscheinlichkeit eine Spätfolge des Attentats. Ein ähnliches Schicksal erlitt der antifaschistische Publizist Piero Gobetti. Der ehemalige Anführer des katholischen Partito Popolare Italiano, Alcide De Gasperi, musste ins Gefängnis, bevor er nach seiner Entlassung 1928 eine Anstellung im Vatikan fand und so weiter in Rom leben konnte; ebenso geriet der Kommunist Palmiro Togliatti in Haft, bevor er 1926 nach Moskau und von dort im Folgejahr nach Frankreich emigrieren konnte. Eine literarische Verarbeitung der Erfahrung des confino stellt Carlo Levis 1945 erschienener Roman Cristo si è fermato a Eboli (deutsch: „Christus kam nur bis Eboli“) dar, in dem dieser seine Jahre der Verbannung in einem kleinen Ort der Basilikata beschreibt. Ein besonders hartes Schicksal ereilte den kommunistischen Politiker Antonio Gramsci, der 1928 vom Tribunale Speciale zu 20-jähriger Haft verurteilt wurde und 1937 verstarb. Selbst in Italien war die Kontrolle des kulturellen und geistigen Lebens jedoch nie total: Manchen liberalen Intellektuellen wie Benedetto Croce, der 1925 als Reaktion auf Giovanni Gentiles „Manifesto degli Intellettuali fascisti“ („Manifest der faschistischen Intellektuellen“) einen „Manifesto degli Intellettuali antifascisti“ („Manifest der antifaschistischen Intellektuellen“) verfasst hatte, gewährte das Regime Rede- und Schreibfreiheit.

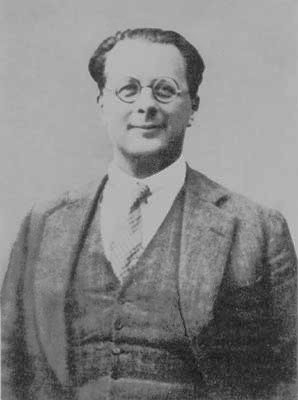
Carlo Rosselli

1927 gründeten Oppositionelle in Paris die Concentrazione antifascista, die bis 1934 bestand und der mit Ausnahme der Kommunisten Mitglieder aller antifaschistischen Parteien angehörten. Zu diesem Kreis gehörten der linksliberale Gaetano Salvemini, der jedoch bereits 1933 nach Cambridge (Massachusetts) emigrierte, sowie als Generalsekretär der Sozialist Pietro Nenni. Der katholische Politiker Luigi Sturzo wanderte nach London, später nach New York aus.
1929 gründeten jüngere Antifaschisten um Carlo Rosselli in Paris die radikaldemokratische Organisation Giustizia e Libertà. Im Juni 1937 ermordeten faschistische Häscher Rosselli und seinen Bruder Nello.
Im Spanischen Bürgerkrieg kämpften insgesamt circa 3.000 italienische Emigranten aufseiten der Madrider Regierung gegen die Franquisten. Mit Blick auf die spätere Resistenza in Italien war es von Bedeutung, dass die italienischen Antifaschisten auf diese Weise bereits direkte Erfahrungen mit dem Partisanenkrieg gesammelt hatten.
Nach der Niederlage Frankreichs im Juni 1940 emigrierten zahlreiche italienische Exilanten in die USA. Zwischen 1941 und 1943 existierten „zwei miteinander konkurrierende politische Zentren der antifaschistischen Emigration“: Einerseits die Gruppe in den USA unter der Führung Carlo Sforzas, die antikommunistisch eingestellt war und die offizielle Anerkennung der Alliierten suchte; andererseits der von den Kommunisten initiierte Untergrund in Vichy-Frankreich, der sich für eine breite antifaschistische Front engagierte.
Im Laufe des Jahres 1942 begann in Italien der illegale Wiederaufbau der politischen Parteien. Im Juli 1942 entstand die Aktionspartei (Partito d’Azione, PDA), deren erste nationale Zusammenkunft am 5./6. September 1943 in Florenz erfolgte. Die Sozialistische Partei (Partito Socialista Italiano di Unità Proletaria, PSIUP) gründete sich formal neu auf dem römischen Parteitag vom 22./23. August 1943.
In Rom formierte sich ab Ende 1942 um den ehemaligen Ministerpräsidenten Ivanoe Bonomi ein antifaschistisches Komitee, das üblicherweise sonntags an verschiedenen Orten zusammentraf.

#### Von den Arbeiterstreiks zur „Regierung der 45 Tage“ (März bis September 1943)
Mit den Niederlagen des deutschen Afrikakorps in El Alamein und der 6. Armee in Stalingrad zeichnete sich bereits 1942/43 allmählich eine militärische Wende im Zweiten Weltkrieg zu Ungunsten der Achsenmächte ab. Die Bombardierung der großen italienischen Städte – Mailand, Genua, Turin, Neapel im Herbst 1942, der Außenbezirke Roms im Juli 1943 – und die zunehmende Lebensmittelknappheit verstärkten die Unzufriedenheit in der Bevölkerung. Dadurch verlor das faschistische Regime Mussolinis an Popularität. Im März und April 1943 kam es, ausgehend von Fiat in Turin, zum ersten Mal in einem faschistisch oder nationalsozialistisch besetzten Land Europas während des Zweiten Weltkriegs zu einer Welle von Arbeiterstreiks in den industriellen Zentren Norditaliens. Dies war eine wichtige Manifestation der Massenunzufriedenheit gegenüber dem faschistischen Regime. Inwiefern diese Streiks sozioökonomisch, inwiefern politisch motiviert waren, ist umstritten. In Turin kam es am 5. oder 8. März zu Streiks in den Fiat-Mirafiori-Werken, die sich bald auf Fabriken im ganzen Piemont ausdehnten. In Mailand traten am 24. März um 10 Uhr die Arbeiter in den Fabriken Pirelli, Falck und Ercole Marelli in den Streik. Die faschistische Führung bewilligte am 2. April Lohn- und Gehaltserhöhungen.

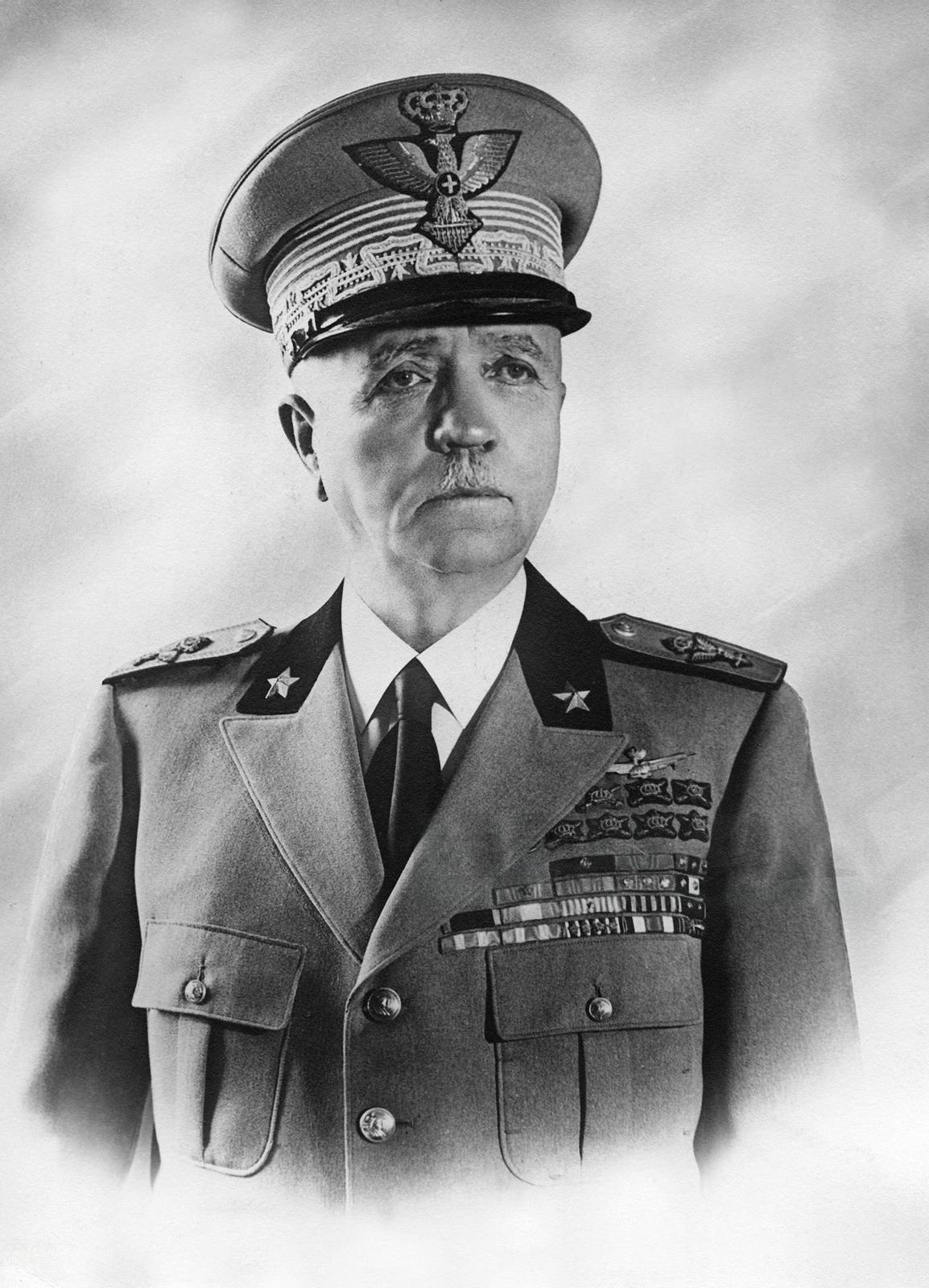
Pietro Badoglio

Unter den faschistischen Eliten gab es indessen seit November 1942 Pläne zu einem politischen Umsturz, wenn diese auch erst nach der Landung der Alliierten auf Sizilien am 10. Juli 1943 konsequent verfolgt wurden. Sie gipfelten im Sturz Mussolinis am 25. Juli 1943: In der nächtlichen Sitzung des faschistischen Großrates stimmten dessen Mitglieder mehrheitlich für die Resolution Dino Grandis, die dem König Viktor Emanuel III. empfahl, den Oberbefehl über die Streitkräfte wieder selbst zu übernehmen. Dieser erklärte Mussolini für abgesetzt und setzte den Marschall Pietro Badoglio als neuen Ministerpräsidenten ein. Die neue Regierung – rückblickend als „Regierung der 45 Tage“ bekannt – erklärte zunächst, der Krieg gehe weiter, nahm jedoch im Geheimen Verhandlungen mit den Alliierten auf und schloss am 3. September mit diesen im sizilianischen Cassibile einen Waffenstillstand.

### Beginn der Resistenza (8. September bis Ende 1943)
Den Waffenstillstand machte der amerikanische General Dwight D. Eisenhower fünf Tage später um 18:30 Uhr im Radio öffentlich bekannt, obwohl ihn Badoglio noch kurzfristig um einen Aufschub gebeten hatte. Badoglio erklärte seinerseits im Rundfunk um 19:45 Uhr: „Alle Feindseligkeiten vonseiten der italienischen Armee gegen die englischen und amerikanischen Streitkräfte müssen von nun an eingestellt werden. Sie wird aber Angriffe, von welcher Seite auch immer, abwehren.“
Badoglio und der König flohen am Morgen des 9. September aus Rom über Pescara in das von den Alliierten besetzte Brindisi. Die unklare Politik der Führung bewirkte eine militärische Katastrophe: Im Stich gelassen und ohne klare Befehle, ergaben sich große Teile der italienischen Armee kampflos der Wehrmacht, die gemäß „Fall Achse“ die Apenninhalbinsel besetzte.
Unterstützt wurden die Deutschen dabei zum Teil von Angehörigen der faschistischen Miliz, die nach dem Sturz Mussolinis nicht aufgelöst worden war, sowie von Armeeangehörigen, die Badoglio und seine Regierung als Verräter betrachteten. Der Militärhistoriker Gerhard Schreiber beziffert die Zahl derer, die sich in den Tagen nach der Bekanntgabe des Waffenstillstandes gegen die „Umsturzregierung“ des 25. Juli wandten, auf etwa 90.000 Mann. Nach dem Historiker Andrea Rossi unterstellten sich am 8. September sofort über 30.000 Mann der deutschen Befehlsgewalt, die nach Ableistung des Führereids gemäß der Anordnungen des Reichsführer SS Heinrich Himmler in Italien mit Polizeiaufgaben und außerhalb Italiens mit der „Bandenbekämpfung“ betraut wurden. Es waren vor allem diese Einheiten, die anschließend mit aller Härte gegen politische Gegner vorgingen.
Inwiefern Rom in dieser Situation verteidigt hätte werden können, ist kontrovers. Nachdem seine Verteidigung aufgegeben worden war, kam es dort am 9. September lediglich zu einem improvisierten Widerstand vor allem an der Porta San Paolo, an dem die Division Ariete und circa 2.000 bewaffnete Zivilisten teilnahmen. Bisweilen wird der in Rom geleistete Widerstand als Beginn des nationalen Befreiungskriegs angesehen. Nach einem Ultimatum des Oberbefehlshabers der Wehrmacht in Italien Albert Kesselring vom 9. September, in dem dieser ein Bombardement der Stadt androhte, unterzeichnete der von den Generälen Giacomo Carboni und Giorgio Calvi di Bergolo sowie dem Kriegsminister Antonio Sorice ausgesandte Oberstleutnant Leandro Giaccone einen Waffenstillstand, durch den Rom bis zum 23. September zur „offenen Stadt“ wurde. Die Kommandanten der italienischen Streitkräfte in Turin, Mailand und den meisten anderen großen Städten Ober- und Mittelitaliens ergaben sich um den 10. September fast kampflos. Widerstandszellen, die erst nach längerem Kampf kapitulierten, stellten die italienischen Garnisonen in Cuneo, Savona, Ascoli Piceno und Treviso dar. Auf der griechischen Insel Kefalonia wurden 6.000 italienische Soldaten ermordet, nachdem sie Widerstand gegen die Deutschen geleistet hatten. Insgesamt wurden mehr als 600.000 italienische Soldaten nach Deutschland oder in die von den Nationalsozialisten besetzten Ostgebiete deportiert, wo sie als Militärinternierte „Zwangsarbeit für den Verbündeten“ leisten mussten.
Am Nachmittag des 9. September entschieden in Rom die Mitglieder des antifaschistischen Komitees, sich nach französischem Vorbild in „Komitee der nationalen Befreiung“ (Comitato di Liberazione Nazionale, CLN) umzubenennen. Die Vertreter der sechs antifaschistischen Parteien (Partito Comunista Italiano, Partito Socialista Italiano di Unità Proletaria, Partito d’Azione, Democrazia del Lavoro, Partito Liberale Italiano, Democrazia Cristiana) einigten sich auf Ivanoe Bonomi als Präsidenten der neuen Organisation. Wenig später konstituierte sich mit dem mailändischen CLN unter der Präsidentschaft Alfredo Pizzonis die wichtigste Untergrundorganisation des Nordens, die am 31. Januar 1944 zum „Komitee der nationalen Befreiung Oberitaliens“ (Comitato di Liberazione Nazionale per l’Alta Italia, CLNAI) wurde. Weitere CLN entstanden in Turin, Florenz, Genua, Bologna, Padua, Trient und Triest, in geringerem Ausmaß auch in Süditalien, wo der neapolitanische CLN der einflussreichste war. Die CLN lehnten die Regierung Badoglio zunächst ab.
Im Unterschied zum älteren Antifaschismus entstand die eigentliche Resistenza, die Resistenza partigiana oder armata als Form des bewaffneten Widerstands gegen den Nationalsozialismus und Faschismus erst in dieser historischen Konstellation als Reaktion auf die Verkündung des Waffenstillstands. Die überwiegende Mehrheit der Partisanen stellten anfangs ehemalige Soldaten der italienischen Armee, denen es gelungen war, den von der neuen Besatzungsmacht vorangetriebenen Deportationen nach Deutschland oder in die Ostgebiete zu entgehen. Den harten Kern der Partisanenbewegung bildeten die überzeugten, politisierten Antifaschisten, die für die Kampfmoral der Verbände besonders wichtig waren. Eine dritte Rekrutierungsgruppe bildeten ehemalige, in der chaotischen Situation nach dem 8. September entflohene angloamerikanische, sowjetische oder jugoslawische Kriegsgefangene. Auch Wehrmachtsdeserteure kämpften vereinzelt in der Resistenza. Die meisten Aktivisten in der Resistenza dachten zu Beginn, dass die Alliierten rasch vorstoßen würden und die Kämpfe in Italien in wenigen Monaten vorbei sein würden. Die Mehrzahl der Partisanen schloss sich nicht aus politischen Motiven der Resistenza an; andere Faktoren wie die Auflösung der Armee, der Wunsch, sich der Wehrpflicht in der RSI zu entziehen, oder schlicht Abenteuerlust spielten in vielen Fällen die entscheidende Rolle. Die Wahl zwischen RSI und Resistenza war dabei „bisweilen nur durch eine dünne Wand, durch einen Zufall, durch ein Nichts voneinander getrennt“.
Die frühesten Partisanenformationen entstanden im Piemont, wo die aus Frankreich zurückgekehrte 4. italienische Armee in der Auflösung begriffen war und wo die Partisanenbewegung fortan am stärksten vertreten war: Ab dem 12. September bildete sich unter der Führung Tancredi Galimbertis („Duccio“) in Madonna del Colletto, zwischen der Valle Gesso und der Valle Stura, die Formation Italia Libera. Sie bestand anfangs aus zwölf Männern, die der Aktionspartei (Partito d’Azione, PDA) angehörten und vom Antifaschismus Piero Gobettis beeinflusst waren. Im Cuneese operierte zudem die ebenfalls dem PDA zugehörige Bande unter Führung Dante Livio Biancos. Am 12. September folgten circa 80 ehemalige, überwiegend süditalienische Soldaten dem Leutnant Pompeo Colajanni („Barbato“) auf den Monte Bracco zwischen der Valle Po und der Val Pellice. In Boves in der Provinz Cuneo leisteten am 19. September Versprengte der 4. Armee unter Führung Ignazio Vians den Deutschen Widerstand. Sie waren die ersten autonomen (d. h. unpolitischen) Partisaneneinheiten im Piemont. Die Deutschen steckten als Vergeltungsmaßnahme das Dorf in Brand und töteten 24 Personen. In der Valsesia operierten die Garibaldiner unter Führung Cino Moscatellis, im Biellese die Garibaldiner Francesco Moraninos („Gemisto“), in der Val Chisone eine autonome Gruppe unter Maggiorino Marcellin („Bluter“) und in der Val d’Ossola organisierte der Mailänder Filippo Beltrami die erste Partisanenformation. Bei Lecco in der Lombardei ereignete sich vom 17. bis 20. Oktober einer der ersten direkten Zusammenstöße zwischen Partisanen und dem Feind: In der Schlacht von Pizzo d’Erna erlitt die Partisanengruppe Pisacane eine Niederlage. In den Bergen oberhalb von Brescia und Bergamo formierten sich die Partisanenformationen Fiamme Verdi der Democrazia Cristiana. Große Bedeutung erlangte die Partisanenbewegung rasch auch in Venetien, wo insbesondere der Bellunese eine Hochburg der Resistenza wurde. Dagegen bildeten sich während des ersten Winters im emilianischen Apennin, im Trentino und in Südtirol nur sehr wenige Partisanengruppen. Im ligurischen Apennin formierte sich die Banda di Cichero, in der Toskana gehörten zu den ersten Gruppen die in Vallucciole in der Provinz Arezzo und die des Monte Morello bei Florenz. Auch Umbrien und die Marken, wo sich zahlreiche ehemalige slowenische Kriegsgefangene der Resistenza anschlossen, waren aktive Partisanengebiete, dort bildete sich unter anderem die Banda di Colle San Marco bei Ascoli Piceno. In der Nähe Teramos in den Abruzzen entstand mit der Banda di Bosco Martese eine frühe autonome Partisanenformation, die nach dreitägigen Kämpfen vom 25. bis 27. September jedoch zersprengt wurde. Im Latium, insbesondere in der Zone der Castelli Romani, verübten Partisanen Sabotageaktionen.
In Rom entstand mit dem von Giuseppe Cordero Lanza di Montezemolo geleiteten Fronte militare clandestino bereits am 23. September eine Organisation des monarchischen Widerstands. Diese wurde mit der Festnahme Montezemolos und der meisten seiner Mitarbeiter jedoch schon Mitte Januar 1944 zerschlagen.
Mussolini wurde indessen am 12. September 1943 im „Unternehmen Eiche“ von deutschen Fallschirmjägern befreit. Am 18. September hielt Mussolini von München eine Rede im Radio, fünf Tage später verkündete er die Gründung der faschistischen RSI. Das Königreich Italien, auch Königreich des Südens genannt, trat erst am 13. Oktober 1943 mit der Kriegserklärung an das Deutsche Reich wieder als „mitkriegsführendes Land“ (paese cobelligerante) in den Krieg ein, nun aufseiten der Alliierten gegen das Deutsche Reich.

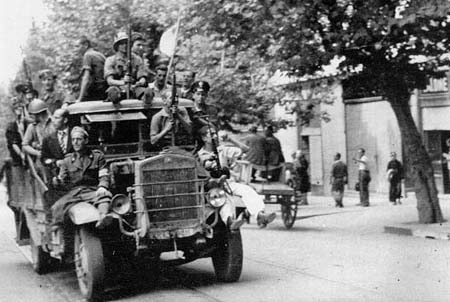
Feiern in Neapel nach der Befreiung der Stadt

Am 21. September kam es in Matera zum Aufstand, wodurch sich die Stadt von der nationalsozialistischen Besatzung befreite. Ende des Monats brach in Neapel ein viertägiger Aufstand aus, der zum Abzug der deutschen Truppen führte. Vor dem Hintergrund der „vier Tage von Neapel“ („Quattro giornate di Napoli“) kam es von Ende September bis zur ersten Oktoberhälfte von Kampanien bis zu den Abruzzen und dem Molise zu mehreren Dutzend Erhebungen gegen die Nationalsozialisten, bis sich der Frontverlauf in Monte Cassino festigte.
Im September 1943 organisierten die Kommunisten in den Fabriken Turins und anderer Industriestädte geheime „Agitationskomitees“ („Comitati di agitazione“). Im November und Dezember 1943 ereigneten sich Streiks, die jedoch nicht dieselbe Wirkung wie die Streiks vom März 1943 und der Generalstreik von 1944 entfalteten.
Die Universität Padua wurde zu einem Zentrum der Resistenza in Venetien. Der Rektor und Latinist Concetto Marchesi, der Mitglied der Kommunistischen Partei war, eröffnete das akademische Jahr im November 1943 nicht im Namen des Königs, sondern im Namen „der Arbeiter, der Künstler und der Wissenschaftler“ („dei lavoratori, degli artisti, e degli scienziati“). Bevor er am 1. Dezember in die Schweiz emigrierte, erließ er einen Appell an die Studentenschaft. Danach stellte sich der Professor und spätere Chef des venetischen CLN Egidio Meneghetti an die Spitze der Widerstand leistenden Akademiker.
Am 3. November 1943 trafen sich Ferruccio Parri und Leo Valiani als Vertreter des mailändischen CLN in Certenago mit John McCaffery und Allen Welsh Dulles, Repräsentanten der alliierten Geheimdienste Special Operations Executive (SOE) und Office of Strategic Services (OSS). Parri überzeugte diese, die Partisanenbewegung mit Versorgungspaketen aus der Luft und finanziell zu unterstützen. Im ersten Herbst und Winter der Resistenza war die Unterstützung jedoch noch gering.
In Mailand töteten gappisti am 18. Dezember 1943 in einem Attentat den hohen faschistischen Funktionär Aldo Resega.

### Entwicklung bis zur Befreiung Roms (Januar bis Juni 1944)
Der Kongress des CLN in Bari vom 28. bis 29. Januar 1944 war die erste öffentliche parlamentarische Versammlung in Europa nach der nationalsozialistischen Invasion des Kontinents. Dort einigten sich die 90 Delegierten auf einen Kompromiss, der die Verschiebung der Frage nach der Staatsform auf ein Referendum nach dem Krieg und die Abdankung des Königs vorsah.
Ab Ende 1943 hatten die Deutschen mit Durchkämmungsaktionen gegen die Partisanen begonnen. Im November 1943 wurden die Brigata Friuli und das Battaglione Roselli zerrüttet, sodass in den Bergen des Friaul während der Wintermonate nicht mehr als 50 Garibaldiner lebten. Im Piemont erwehrten sich die politischen Formationen der Angriffe besser als die autonomen. Im Zuge der desaströsen Antipartisanenbekämpfung in der Val d’Ossola fanden am 13. Februar Filippo Beltrami, Gaspare Pajetta und Gianni Citerio den Tod. In der zweiten Märzwoche 1944 wurden die autonomen Banden unter Enrico Martini („Mauri“) in der Val Casotto überrannt. Obwohl die Partisanenbekämpfung die Banden erheblich schwächte, erreichten die Durchkämmungsaktionen nicht ihr Ziel, die Banden völlig zu vernichten.
Nach der Landung der Alliierten bei Anzio am 22. Januar 1944 verstärkten die Deutschen ihre Kräfte in Latium und zerschlugen die dortigen Partisanenformationen. Der Partisanenkampf in Mittelitalien verlagerte sich in der Folge nach Nordosten: in die Apenningebiete von der Maiella bis nach Spoleto, von den Gebirgszonen Umbriens und der Marken bis zu isolierten Gebieten der Maremma. Von Januar bis September 1944 operierte im Gebiet zwischen dem Fluss Sangro und Pesaro die bekannte Brigata Maiello unter Führung Ettore Troilos.
Ab 1. März 1944 kam es zu einem Generalstreik in den oberitalienischen Städten, an dem Schätzungen zufolge 500.000 bis eine Million Arbeiter teilnahmen. In Mailand und in geringerem Ausmaß in Turin stand die Produktion für eine Woche still. In Bologna traten neben die Streiks der Arbeiterschaft Demonstrationen der Bauern, in Florenz verbrannten die Streikenden einen faschistischen Kommandanten. In Venedig war der Streik von geringerem Ausmaß, während er in Triest, Genua und Biella scheiterte. Als Strafmaßnahme wurden von den Deutschen und Faschisten 2.000 Arbeiter verhaftet und in Konzentrationslager geschickt.
Im Zuge der sogenannten „Wende von Salerno“ erklärte der aus dem sowjetischen Exil heimgekehrte kommunistische Politiker Palmiro Togliatti am 30. März, er würde mit Badoglio zusammenarbeiten unabhängig von der Frage, ob Viktor Emanuel III. abdanken würde oder nicht. Nachdem dieser am 12. April auf amerikanischen Druck hin bekanntgegeben hatte, sich nach der Befreiung Roms zugunsten einer Statthalterschaft seines Sohnes Umberto zurückzuziehen, formierte sich in Salerno eine neue Regierung Badoglio, in der die fünf antifaschistischen Parteien des CLN (ohne die Democrazia del Lavoro) vertreten waren.

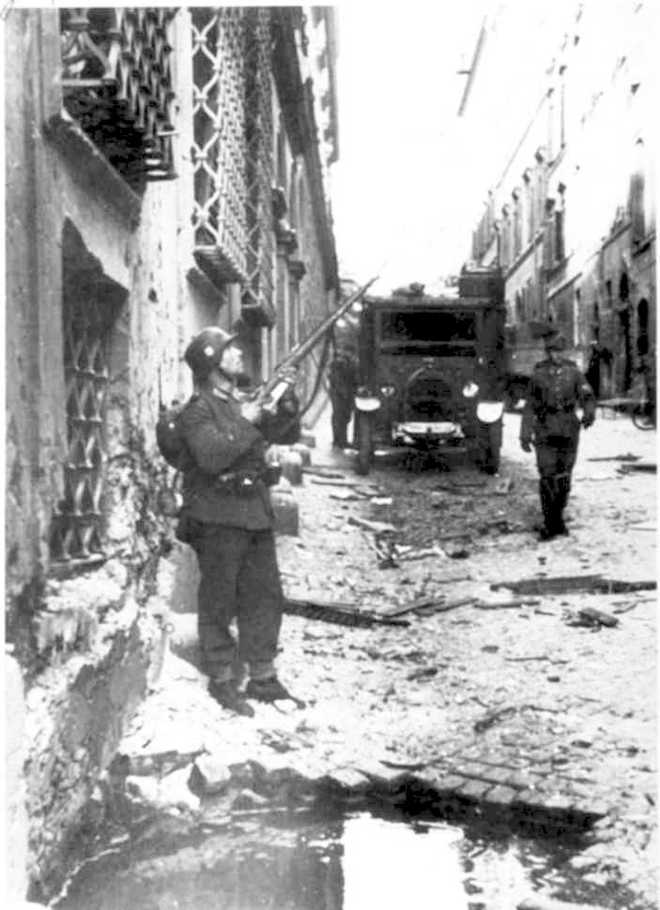
Deutsche Soldaten in der Via Rasella, unmittelbar nach dem Attentat vom 23. März 1944

In Rom verübten am 23. März 1944 Gapisten einen Anschlag auf die deutschen Besatzungstruppen, dem 33 Südtiroler Angehörige des Polizeiregiments „Bozen“ und zwei Zivilisten zum Opfer fielen. Als Repressalie für dieses Attentat in der Via Rasella ließ der Kommandeur der Sicherheitspolizei und des SD Herbert Kappler auf Befehl von Feldmarschall Albert Kesselring und Generaloberst Eberhard von Mackensen tags darauf, am 24. März 1944, beim Massaker in den Ardeatinischen Höhlen 335 italienische Zivilisten ermorden.
Am 28. März 1944 wurde in Turin fast sämtliche Mitglieder des militärischen Kommando des piemontesischen CLN unter der Führung Giuseppe Perottis verhaftet und am 5. April erschossen.
Am 15. April 1944 verübten florentinische Gapisten ein tödliches Attentat auf den faschistischen Philosophen Giovanni Gentile.
Nach der Befreiung Roms am 4./5. Juni 1944 wurde Ivanoe Bonomi Ministerpräsident und bildete eine Regierung des CLN. Im Juni 1944 erfolgte mit der Einrichtung des „Freiwilligenkorps der Freiheit“ (Corpo Volontari della Libertà, CVL) zudem die Militarisierung der Resistenza. Der CVL wurde sowohl von den alliierten Militärkommandos als auch von der nationalen Regierung anerkannt. Das Kommando übernahm der General Raffaele Cadorna, mit den Vizekommandanten Luigi Longo als Vertreter des PCI und Ferruccio Parri als Vertreter des PDA.

### Weiterer Verlauf (Juni bis Dezember 1944)
Siena wurde am 3. Juli befreit. Vor dem Hintergrund des alliierten Vorstoßes erhob sich Florenz am 11. August, wo die Deutschen am 4. August alle Brücken bis auf den Ponte Vecchio gesprengt hatten. Die Stadt südlich des Arno war bereits befreit worden, bevor dort die Alliierten am 6. August eintrafen. Die Erhebung von Florenz wurde vom lokalen CLN politisch koordiniert. Am 22. August verließen die deutschen Truppen die Stadt in Richtung Norden.
Angesichts der alliierten Landung in der Provence hielten die Deutschen es für notwendig, die Kontrolle über die piemontesischen Täler wiederzuerlangen. Am Colle della Maddalena leistete die Giustizia e Libertà-Brigade „Rosselli“ unter dem Kommando Nuto Revellis den Deutschen zehn Tage lang, vom 17. bis 27. August 1944, Widerstand, bevor sie sich nach Frankreich zurückziehen musste.
Im Sommer und Herbst 1944 gelang es den Partisanen, die Kontrolle über eine Reihe von Gebieten im Territorium der RSI zu erlangen. Diese Gebiete sind als „freie Zonen“ („zone libere“) oder „Partisanenrepubliken“ („repubbliche partigiane“) bekannt. Die tatsächliche Anzahl der „freien Zonen“ zu bestimmen ist schwer möglich, der traditionellen Zählung zufolge gab es derer 17 bis 18. Im Falle der „freien Zonen“ in Montefiorino, im Ossola-Tal, in Karnien und im hohen Monferrato wurden auch demokratische Experimente gestartet, an denen die Bevölkerung politisch partizipierte. Dies berechtigt in diesen Fällen von „Partisanenrepubliken“ zu sprechen, während ansonsten die Bezeichnung „freie Zonen“ treffender erscheint, zumal sich dieser Begriff auch häufiger in den zeitgenössischen Quellen findet. Angesichts der ab August verstärkt einsetzenden Durchkämmungsaktionen hatte jedoch keine der „freien Zonen“ länger als drei Monate Bestand. Für die Niederlagen der Partisanen waren vor allem zwei Faktoren ausschlaggebend. Erstens waren die Partisanen im Allgemeinen schlecht bewaffnet: Ihre Munition reichte nur für wenige Stunden aus und über schwere Waffen verfügten sie überhaupt nicht. Zweitens erwies sich der Großteil der Deserteure und Wehrdienstverweigerer, die der Partisanenbewegung im Sommer zugeströmt waren, aufgrund von Unerfahrenheit und mangelnder Disziplin als ineffektiv.
Am Monte Grappa in Venetien erlitten rund 1.100 Partisanen, die sich in einer traditionellen Abwehrschlacht den Deutschen stellten, zwischen dem 20. und 29. September 1944 „die blutigste militärische Niederlage der italienischen Resistenza“. 300 starben im Kampf, 171 wurden erschossen oder gehängt und 400 deportiert. Die Leichen von 31 jungen Männern wurden in Bassano del Grappa öffentlich zur Schau gestellt; in vielen Dörfern am Fuß der Alpen kam es zu ähnlichen Gräueltaten.
Bei ihrem Rückzug von Rom nach Florenz und dann in den Gebieten der Gotenstellung begingen Einheiten der Wehrmacht und Waffen-SS eine Reihe von Massakern an der Zivilbevölkerung. In Sant’Anna di Stazzema töteten Mitglieder der 16. SS-Panzergrenadier-Division „Reichsführer SS“ circa 400 Zivilisten. Zwischen dem 29. September und dem 1. Oktober 1944 kamen im sogenannten Massaker von Marzabotto in der Nähe Bolognas über 770 Zivilisten ums Leben.
Am 13. November 1944 rief der englische Generalfeldmarschall Harold Alexander im Radio die Partisanen dazu auf, während des harten Winters von bewaffneten Aktionen im großen Stil abzusehen. Dieser sogenannte Proclama Alexander hatte negative psychologische Folgen für die Partisanenbewegung und belastete deren Verhältnis zu den Alliierten.
In den Kämpfen hinter der Gotenstellung, insbesondere im Apennin bei Bologna und in der Romagna, arbeiteten häufig Partisanenformationen mit den Alliierten im Kampf gegen die Deutschen zusammen, so etwa bei der Eroberung des Monte Battaglia Ende September, an der sich die 36. Garibaldi-Brigade beteiligte. Die Division „Ravenna“ unter dem Kommando Arrigo Boldrinis nahm an der Befreiung Ravennas teil, die am 4. Dezember 1944 erfolgte und den letzten Erfolg des alliierten Vormarschs vor dem Stillstand der Offensive während der Wintermonate darstellte.
Am 7. Dezember 1944 unterzeichneten der Oberbefehlshaber der Alliierten Streitkräfte im Mittelmeerraum Henry Wilson und Vertreter des CLNAI die sogenannten „Römischen Protokolle“: Darin wurde der CLNAI als politischer Partner der Alliierten anerkannt und erhielt die finanzielle Unterstützung von 160 Millionen Lire monatlich zugesichert. Im Gegenzug verpflichteten sich die Vertreter des CLNAI dazu, die militärischen Befehle des alliierten Oberkommandos zu befolgen, die Autorität einer alliierten Militärregierung nach der Befreiung anzuerkennen und auch eine sofortige Entwaffnung der Partisanen nach Kriegsende zu akzeptieren.

### Krise der Partisanenbewegung (Dezember 1944 bis Februar 1945)
Im Winter 1944/45 geriet die Partisanenbewegung in eine schwere Krise. Auf das deutsche Angebot hin, gegen Abgabe der Waffen und dem Einsatz bei Militärbauarbeiten Straffreiheit zu erlangen, verließen viele Partisanen die Banden. Die meisten verbliebenen gingen erzwungenermaßen in die Ebene und versteckten sich zum Teil sogar in Erdlöchern. Der Verrat durch Spitzel wurde in dieser Phase häufiger und die Zahl der verhafteten Kommandanten nahm zu. Am 31. Dezember wurde Ferruccio Parri in Mailand verhaftet; bei dem Versuch, ihn zu befreien, gerieten auch Edgardo Sogno und weitere Antifaschisten in Gefangenschaft.
Am 7. Februar 1945 brachten Partisanen der GAP-Brigade „13 Martiri di Feletto“ unter dem Kommando Mario Toffanins („Giacca“) im Massaker von Porzûs im östlichen Friaul 20 Partisanen einer Osoppo-Brigade und eine vermeintliche Spionin um.
Nach den härtesten Wintermonaten von Dezember bis Januar gelang es der Resistenza im Februar, als etwa im Piemont die Durchkämmungsaktionen seltener wurden, allmählich, ihre Krise zu überwinden. Von deutscher Seite häuften sich die Angebote, kampffreie Zonen herzustellen, in denen sich Partisanen und Deutsche (nicht aber italienische Faschisten) nicht bekämpfen sollten. Der Monat Februar 1945 war mehr durch wiederholte Sabotageaktionen und Angriffe auf isolierte Kasernen als durch große militärische Operationen gekennzeichnet. In der ersten Schlacht am Mortirolo gelang es den Partisanen, ihre Stellung zu verteidigen und den Angreifern schwere Verluste zu verursachen.
Die neuen Partisanenformationen, die im Februar aufgestellt wurden, gehörten dank der alliierten Unterstützung zu den am besten ausgerüsteten der gesamten Resistenza.

### Befreiung Oberitaliens und Kriegsende (April bis Mai 1945)
Am 9. April starteten die Alliierten erfolgreich ihre Frühjahrsoffensive und konnten in der Folge die Gotenstellung durchbrechen. Parallel zum alliierten Vormarsch setzte die nationale Erhebung (Insurrezione) ein. Sie begann mit dem Aufstand Imolas am 14. April. Am 18. April brach ein Generalstreik in Turin aus. Es folgte die Erhebung Bolognas in der Nacht vom 19. auf den 20. April. Die meisten oberitalienischen Städte waren auf diese Weise bereits von den Partisanen befreit, als die Alliierten eintrafen. Genua erhob sich in der Nacht vom 23. auf den 24. April, Mailand am Nachmittag des 24., Turin in der Nacht vom 25. auf den 26. Die Schlacht um Genua war lang und verlustreich; hier gelang es den Partisanen, durch Entschärfen von Minen den Hafen vor der völligen Zerstörung zu bewahren. Der Festungskommandant der Stadt Günther Meinhold verhandelte konspirativ mit dem ligurischen CLN und vereinbarte mit diesem am 25. April die Kapitulation seiner Truppen. Nach Roberto Battaglia ist das Datum des 25. April, an dem die Italiener offiziell der Befreiung gedenken, auch historisch haltbar, da die Befreiung an diesem Tag ihren Höhepunkt erreicht habe.
Nach dem Historiker Tommaso Piffer war es vor allem Verdienst der Resistenza, dass bei Kriegsende die Taktik der verbrannten Erde gegenüber Industrieanlagen und Verkehrswegen nicht zur Anwendung kam. Für die Alliierten lag die Bedeutung der Resistenza weniger in ihrem militärischen Beitrag, den sie während der Frühjahrsoffensive leistete. Sie trug aber wesentlich zur schnellen Befriedung der Städte bei, so dass sich die Alliierten auf die Verfolgung der zurückziehenden deutschen Verbände konzentrieren konnten und keine größeren Truppenkontingente zur Aufrechterhaltung der öffentlichen Ordnung abstellen mussten. Laut dem Abschlussbericht des Hauptquartiers der alliierten Streitkräfte im Mittelmeerraum (AFHQ) befreiten die Partisanen im letzten Kriegsmonat 150 Städte, bei denen 3000 deutsche Soldaten getötet und 80.000 gefangen genommen wurden.
Während der Befreiung wurden mindestens 10.000 Personen wegen ihrer Verbindungen zum Faschismus „meist ohne jede Gerichtsverhandlung“ getötet. Mussolini, der am 25. April aus Mailand geflohen war, wurde am Morgen des 27. April in Dongo am Comer See von Partisanen der 52. Garibaldi-Brigade aufgehalten und am Folgetag gemeinsam mit seiner Geliebten Clara Petacci hingerichtet. Seine Leiche und die einiger anderer Faschisten wurden auf dem mailändischen Piazzale Loreto öffentlich zur Schau gestellt und an einer Tankstelle kopfüber aufgehängt. An derselben Stelle waren am 10. August 1944 fünfzehn Widerstandskämpfer von einem aus Soldaten der RSI zusammengesetzten Exekutionskommando auf Befehl des SS-Hauptsturmführers und Befehlshaber der Sicherheitspolizei und des SD in Mailand, Theo Saevecke, erschossen worden.
Am 29. April unterzeichneten Emissäre, in Vertretung des Oberbefehlshabers Südwest Generaloberst Heinrich von Vietinghoff und des SS-Obergruppenführers und Höchstem SS- und Polizeiführers in Italien Karl Wolff, die Kapitulation im Schloss Caserta, die am 2. Mai in Kraft trat. In der Valle del But in Karnien endeten die Kampfhandlungen erst am 7. Mai.

## Aufbau und Organisation der Partisanenbewegung

### Politische und autonome Formationen
In der Resistenza gab es einerseits politische Formationen, die einer Partei unterstanden, und andererseits autonome Formationen. Mit fortschreitender Zeit wurden die politischen Formationen zahlreicher als die autonomen.

Flagge der Brigate Garibaldi (Italienische Trikolore mit rotem Stern)

Die kommunistischen Brigate Garibaldi stellten ungefähr 40 Prozent der gesamten Partisanenbewegung. Jede Einheit verfügte über einen militärischen Kommandanten und einen politischen Kommissar. Das Oberkommando, mit Luigi Longo als oberstem Kommandanten und Pietro Secchia als commissario generale, wurde Anfang November in Mailand eingerichtet.
An zweiter Stelle standen mit einem Anteil von circa 25 Prozent die Formationen der Aktionspartei. Diese waren nicht so gleichmäßig territorial verteilt wie die Brigate Garibaldi, sondern hatten ihr Operationszentrum im Piemont. Zu den Formationen der Aktionspartei gehörten die Einheiten von Giustizia e Libertà (GL), Italia Libera und Rosselli. Wie die Kommunisten ernannten auch die giellisti (von GL) politische Kommissare, die sie jedoch „zivile Delegierte“ oder „Vertreter des CLN“ nannten. Ferruccio Parri war der Chef der Giustizia e Libertà-Formationen.
Die übrigen Parteien nahmen an der Partisanenbewegung in erheblich geringerem Maße teil. Sowohl die Democrazia Cristiana als auch die Liberalen unterstützten anfangs lieber die autonomen Verbände als den Aufbau eigener Formationen voranzutreiben. 1944/45 organisierte die Democrazia Cristiana den Aufbau einiger Verbände in bestimmten Zonen: Ihre Brigate Fiamme Verdi waren vor allem in der Lombardei, den drei Venetien und in gewissem Maß auch in der Emilia präsent. In der Val d’Ossola spielte die christdemokratische Division „Di Dio“ im Herbst 1944 eine wichtige Rolle beim Aufbau der dortigen „Partisanenrepublik“.
Die autonomen Verbände setzten sich großenteils aus den versprengten Soldaten der italienischen Armee zusammen und behielten die militärische Kommandostruktur bei. Von Angehörigen der politischen Formationen wurden sie häufig pejorativ als „Badoglianer“ bezeichnet.

### Aufbau
Verallgemeinernde Beschreibungen eines so vielseitigen und wandelbaren Phänomens wie der Partisanenbewegung sind natürlich schwierig. Dennoch lässt sich über den Aufbau der Partisanenformationen ab Ende Frühjahr 1944 Folgendes konstatieren: Auf unterster Ebene gab es nuclei („Kerne“) von fünf bis sechs Kämpfern; zwei solche nuclei bildeten eine squadra („Trupp“); drei, vier oder fünf squadre ein distaccamento d’assalto („Sturmabteilung“) von circa 40 bis 50 Mann; drei distaccamenti ein battaglione d’assalto („Sturmbataillon“); drei battaglioni eine brigata d’assalto („Sturmbrigade“) von circa 450 Mann; und drei brigate bildeten eine Division.

## Städtischer Widerstandskampf: GAP und SAP
Auf Erlass der kommunistischen Partei hin entstanden die Gruppi d’Azione Patriottica („Gruppen der patriotischen Aktion“, GAP) bereits nach den Streiks vom März 1943 nach dem Vorbild der französischen Francs-tireurs et partisans; der Begriff fiel zum ersten Mal in einem Rundschreiben der Direzione Nord der kommunistischen Partei. In die Praxis umgesetzt wurde diese Direktive jedoch erst ab September 1943. Der aus dem französischen Exil heimgekehrte Ilio Barontini („Dario“) spielte eine wichtige Rolle beim Aufbau der ersten GAP-Einheiten. Giovanni Pesce, der wie Barontini während des Spanischen Bürgerkriegs in den Internationalen Brigaden gekämpft hatte, war einer der Hauptorganisatoren der GAP in Turin und Mailand, während Giacomo Buranello sich um die Organisation der genuesischen GAP kümmerte. Pesce hielt seine Erfahrungen in den 1967 veröffentlichten Memoiren Senza Tregua („Ohne Kampfpause“) fest, die ein heroisch überhöhtes Bild der Widerstandskämpfer zeichnen und später zu einer Bibel der radikalen italienischen Linken wurden.
Der gappismo umfasste in Wirklichkeit eine Vielzahl heterogener Erfahrungen: Während in der Emilia beispielsweise der Widerstandskampf in der Ebene ab Frühjahr 1944 ein solches Ausmaß erreichte, dass man von einem regelrechten Heer aus Bauern, Halbpächtern und Pächtern sprechen kann, blieb der gappismo in den industriellen Zentren Norditaliens wie Mailand, Turin und Genua ein begrenztes Phänomen, das sich noch einmal vom städtischen Widerstandskampf in den bereits im Sommer 1944 befreiten Städten wie Rom und Florenz unterscheidet, wo der gappismo nur sehr kleine Gruppen umfasste.
Es war wesentlich schwieriger, Kämpfer für die GAP zu rekrutieren als für die Partisanenformationen in den Bergen. Dies hing nicht zuletzt mit dem hohen Risiko zusammen, das den Widerstandskampf in der Stadt kennzeichnete. Die GAP agierten im Untergrund, und der Alltag der Kämpfer war von Isolation geprägt.
Bei den ersten Aktionen im Herbst 1943 handelte es sich um rasche Taten, auf die die Flucht der gappisti meist mit einem Fahrrad folgte. Während zunächst die Opfer nur Faschisten waren, wurden später auch deutsche SS-Soldaten Zielscheibe der gappisti. Typische Aktionen der GAP waren zudem Sabotageaktionen und Gefängnisbefreiungen. Zu den bekanntesten Taten der GAP zählen die Ermordung des faschistischen Funktionärs Aldo Resega am 18. Dezember 1943, das Attentat in der Via Rasella vom 23. März 1944, die Ermordung des faschistischen Philosophen Giovanni Gentile am 15. April 1944 sowie die Befreiung des kommunistischen Gewerkschaftlers Giovanni Roveda aus dem Veroneser Scalzi-Gefängnis am 17. Juli 1944. In Bologna lieferten sich gappisti am 7. November 1944 im Viertel Porta Lame eine regelrechte Schlacht mit Nationalsozialisten und Faschisten. Die Partisanen verloren 11 Mann und hatten zahlreiche Verwundete, während die Schlacht bei Faschisten und Deutschen 80 Todesopfer forderte.
Das Konzept der Squadre d’Azione Patriottica (SAP) geht auf Italo Busetto („Franco“) zurück. Im Unterschied zu den gappisti arbeiteten die sappisti tagsüber in regulären Berufen und führten die Sabotage- und Propagandaaktionen nachts durch; zudem wurden sie nicht als Parteiformationen angesehen und ihre Mitglieder mussten nicht unbedingt der kommunistischen Partei angehören. Ab Sommer 1944 arbeiteten die GAP und SAP immer enger zusammen; in manchen Fällen vermischten sich auch die beiden Organisationen.

## Frauen in der Resistenza
Die Rolle der Frauen in der Resistenza wurde lange von der Historiographie vernachlässigt. Die jüngere Forschung geht jedoch davon aus, dass mindestens so viele Frauen wie Männer am Widerstand partizipierten. Kämpferinnen blieben dabei eher die Ausnahme, die überwiegende Mehrheit der Frauen beteiligte sich am unbewaffneten Widerstand in einer unterstützenden Rolle.
Frauen nahmen auf allen Gebieten am Widerstand teil: Als staffette, als Partisaninnen sowohl in Brigaden als auch in den städtischen GAP und SAP sowie in Kommandoeinheiten wie den CLN oder dem Comando Militare della Resistenza in Emilia-Romagna (CUMER). Sie organisierten die medizinische Versorgung, rekrutierten Partisanen aus der Bevölkerung, veranstalteten Demonstrationen, verteilten antifaschistische Schriften, arbeiteten in geheimen Informationsdiensten oder versteckten Partisanen und halfen jüdischen Flüchtlingen und deren Familien. Häufig übernahmen Frauen mehrere dieser Tätigkeiten gleichzeitig oder wechselten von einer Tätigkeit zu einer anderen.
Die ebenso von Männern wie Frauen unternommene Arbeit als staffette hatte eine lebenswichtige Bedeutung für die Partisanenformationen: Die staffette erledigten Botengänge, hielten die Verbindung zwischen den einzelnen „Banden“ aufrecht und versorgten die Partisanen mit Munitionsnachschub, Lebensmitteln und Kleidung. Die meisten Partisanenformationen verfügten über vier bis zehn staffette. Diese Arbeit war aufgrund der deutschen und faschistischen Kontrollen risikoreich. Da die staffette viel über die Partisanenformationen wussten und im Falle einer Verhaftung die Existenz der gesamten Gruppe auf dem Spiel stand, erlangten tatsächlich nur wenige Frauen den formalen Status als staffetta. Die Fähigkeit lange Strecken zurückzulegen, erwiesene Loyalität und Vertrautheit mit der antifaschistischen Führung waren häufig Voraussetzung dafür, staffetta zu werden. Später wurden die staffette auf ihren Fahrrädern zum Symbol des heldenhaften Widerstands der Frauen.
Tatsächlich nahmen auch Frauen teilweise als Partisaninnen am bewaffneten Widerstand teil. Dies gilt in besonderem Maß für den römischen gappismo, wie die Beispiele Carla Capponi, Marisa Musu und Maria Teresa Regard zeigen. Weitere bekannte Frauen im Widerstand waren Ada Gobetti, Ada Buffulini, Carla Capponi, Renata Viganò, Anna Marie Enriques Agnoletti oder die Ärztin Anna Marengo („Fiamma“), die sich im Sommer 1944 einer im Biellese und Vercellese operierenden Partisanenbrigade anschloss. Die Lehrerin Lidia Beccaria Rolfi schloss sich 1943 Partisanen an, wurde 1944 verhaftet und ins KZ Ravensbrück deportiert, das sie überlebte.
Siehe auch: Frauenaufstand von Carrara

## Rezeptionsgeschichte

### Die Resistenza in Literatur, Film und Musik

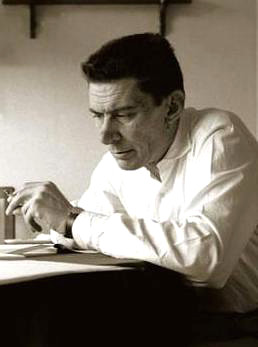
Der Schriftsteller und Partisan Beppe Fenoglio, Ende der 1950er-Jahre

Nach Kriegsende wurde die Resistenza-Erfahrung vielfach literarisch verarbeitet. So erschienen in den italienischen Zeitungen zahlreiche Partisanenerzählungen, meist aus der Feder der Akteure selbst. Elio Vittorinis 1945 erschienener Roman Uomini e no, der die Geschichte des mailändischen Gapisten Enne 2 erzählt, gilt als erster Roman der italienischen Widerstandsbewegung. Italo Calvinos 1947 veröffentlichter Roman Il sentiero dei nidi di ragno (Titel der deutschen Übersetzung: „Wo Spinnen ihre Nester bauen“) schildert die Resistenza jenseits der oft vorherrschenden Glorifizierungstendenzen aus Sicht des Gassenjungen Pin. Abseits vom Heroisierungstrend stehen zudem die im Piemont spielenden Partisanenerzählungen Beppe Fenoglios, besonders dessen Erzählung I ventitré giorni della città di Alba („Die dreiundzwanzig Tage der Stadt Alba“). Fenoglio ist auch Autor des Romans Una questione privata („Eine Privatsache“) und des posthum veröffentlichten Romans Il partigiano Jonny („Der Partisan Johnny“), der als eine der wichtigsten literarischen Verarbeitungen der Resistenza-Erfahrung gilt. Weitere wichtige Werke der Resistenza-Literatur sind Luigi Meneghellos Roman I piccoli maestri (1964; „Die kleinen Meister“), in dem der Autor – nicht selten ohne Ironie – über seine Partisanenerfahrung in der Provinz Vicenza berichtet, und Renata Viganòs neorealistischer Roman L’Agnese va a morire (1949; „Agnes geht in den Tod“), der die Geschichte der stafetta Agnese erzählt, die sich nach der Deportation ihres Mannes in der Emilia-Romagna der Resistenza anschließt.
Wichtige filmische Verarbeitungen der Resistenza sind Roberto Rossellinis neorealistische Werke: Roma città aperta („Rom, offene Stadt“) aus dem Jahr 1945 spielt im Rom unter deutscher Besatzung, Paisà aus dem Jahr 1946 schildert in sechs Episoden – in der Reihenfolge der geographischen Lage der Schauplätze von Süden nach Norden folgend – Begebenheiten der Jahre 1943 bis 1945. Luigi Comencinis Commedia all’italiana Tutti a casa (Titel der deutschen Fassung: „Der Weg zurück“) von 1960 thematisiert die Auflösung des italienischen Heeres nach dem 8. September 1943 und die vier Tage von Neapel. Letzteres Ereignis behandelt auch Nanni Loys Spielfilm Le quattro giornate di Napoli („Die vier Tage von Neapel“) aus dem Jahr 1962. Das Attentat in der Via Rasella und das folgende Massaker in den Ardeatinischen Höhlen erzählt Filippo Walter Ratti in dem im selben Jahr erschienener Film Dieci italiani per un tedesco (Via Rasella) („Zehn Italiener für einen Deutschen“). Darüber hinaus wurden zahlreiche Werke der Resistenza-Literatur verfilmt.
Das heute bekannteste Lied der Resistenza Bella ciao, das sich insbesondere in linken Kreisen als Kampflied großer Beliebtheit erfreut, wurde tatsächlich mit großer Wahrscheinlichkeit während der Resistenza kaum oder nie gesungen. Die tatsächliche Kampfhymne der garibaldinischen Partisanen war Fischia il vento, das der ligurische Arzt und Partisan Felice Cascione dichtete; seine Melodie ist dem russischen Liebeslied Katjuscha entlehnt.

### Die Resistenza in Politik und Öffentlichkeit
Die Resistenza wurde nach Kriegsende rasch zu einem politischen Mythos, welcher der am 2. Juni 1946 gegründeten Italienischen Republik Legitimität verlieh, nach Auffassung mancher Historiker gar zum „Gründungsmythos“ des neuen Staats. Insbesondere vertrat ein Großteil der öffentlichen Meinung die Ansicht, die Italienische Republik sei mit ihrer 1947 verabschiedeten Verfassung unmittelbar aus der Resistenza hervorgegangen. Zum Resistenza-Mythos gehörte zudem die Auffassung der Resistenza als einer breiten Volksbewegung. Mit der Glorifizierung der Partisanenbewegung ging die Verdrängung der eigenen faschistischen Tätervergangenheit einher, wie sie sich im lange verbreiteten Mythos vom „guten Italiener“ manifestiert.
1946 beschloss die erste Regierung der antifaschistischen Einheit unter Alcide De Gasperi infolge einer von der Associazione Nazionale Partigiani d’Italia (ANPI) unterstützten Initiative des kommunistischen Politikers Giorgio Amendola die Erklärung des 25. April zum Nationalfeiertag.
Der Resistenza-Mythos diente der kommunistischen Partei zur Legitimierung als demokratischer Partei.
Erst in den 1980er-Jahren begann der Resistenza-Mythos zu bröckeln. Dies hing einerseits mit den weltpolitischen Veränderungen – dem sich abzeichnenden Untergang der Sowjetunion und dem Ende der bipolaren Weltordnung – zusammen und andererseits mit der durch die Tangentopoli-Affäre ausgelösten inneritalienischen Krise, die den Übergang zur sogenannten „Zweiten Republik“ und das Ende des alten Parteiensystems bewirkte. In den 1990er-Jahren entspann sich in der Presse eine heftige Debatte um das sogenannte „Todesdreieck“ (triangolo della morte) in der Emilia-Romagna: Hier kam es noch lange nach der Befreiung, noch über das Jahr 1946 hinaus – in dem Palmiro Togliatti als Justizminister die allgemeine Amnestie durchsetzte – zur Ermordung von Industriellen, Priestern und Grundbesitzern. Den Höhepunkt fand der Prozess einer öffentlichen Abwertung der Resistenza in der Ära Berlusconi, in der man dazu tendierte, die Frontkämpfer der faschistischen Italienischen Sozialrepublik mit den Partisanen moralisch auf eine Stufe zu stellen.
Anfang der 2000er-Jahre löste der Journalist Giampaolo Pansa mit seinen Büchern über die Morde nach der Befreiung, die sich zwischen Roman und Sachbuch bewegen und zu Bestsellern wurden, kontroverse Debatten aus.
2004 wurde in Erinnerung an die Foibe-Massaker und die aus Istrien und Dalmatien vertriebenen Italiener der 10. Februar vom Parlament als giorno del ricordo („Tag der Erinnerung“) und öffentlicher Feiertag bestätigt.
Rund 300 Steindenkmäler, die überwiegend von den lokalen Partisanenvereinigungen finanziert wurden, erinnern in Italien heute an den Widerstand.

### Forschungsgeschichte

#### 1945 bis 1990
Die Resistenza-Geschichtsschreibung war nach 1945 lange ein Monopol der Linken. Die Akteure wurden „zum Historiker ihrer selbst“, und das gilt nicht nur für die Resistenza-Literatur und die zahlreichen in der Nachkriegszeit veröffentlichten Memoiren und Tagebücher, sondern auch für die Geschichtsschreibung im engeren Sinne. In der heutigen Forschung gilt es als Konsens, dass es in der Nachkriegszeit zum Aufbau einer „kanonisierten Geschichtserzählung“ und antifaschistischen „Meistererzählung“ der Resistenza kam, die den öffentlichen Diskurs über Jahrzehnte hinweg bestimmte.
Eine erste kommunistisch inspirierte und chronologisch-militärisch orientierte Überblicksdarstellung der italienischen Widerstandsbewegung legte 1953 der Historiker und ehemalige Partisan Roberto Battaglia vor. 1964 erschien eine überarbeitete Fassung, an der Battaglia bis zu seinem Tod gearbeitet hatte. Wegen ihres Detailreichtums gilt Battaglias Monographie bis heute als grundlegend. 1955 publizierte Max Salvadori unter dem Titel Storia della Resistenza italiana eine weitere ereignisgeschichtlich orientierte Überblicksdarstellung. 1956 veröffentlichte Franco Catalano eine einflussreiche Geschichte des oberitalienischen nationalen Befreiungskomitees (Comitato di Liberazione Nazionale per l’Alta Italia). Eine zweibändige, ereignisgeschichtliche Überblicksdarstellung der italienischen Widerstandsbewegung aus dem Jahr 1965 stammt von Filippo Frassati und dem kommunistischen Historiker Pietro Secchia. 1966 veröffentlichte der Journalist Giorgio Bocca, der selbst als Kommandant einer Giustizia e Libertà-Einheit an der piemontesischen Resistenza teilgenommen hatte, seine umfangreiche populärwissenschaftliche Storia dell’Italia partigiana. Zehn Jahre später publizierte Guido Quazza eine problemorientierte Gesamtstudie. Eine fundierte Überblicksdarstellung aus der Feder eines ausländischen Historikers, allerdings mit einer ausgedehnten Perspektive auf den gesamten Antifaschismus seit 1922, bietet Charles Delzells 1961 erschienenes Buch Mussolini’s Enemies.
Neben diese allgemeine Darstellungen traten eine Unmenge lokaler Studien, welche die Resistenza in einzelnen Städten und Regionen der Apenninhalbinsel erforschte. Zu nennen sind etwa Enzo Piscitellis 1965 veröffentlichtes Buch über die römische Resistenza und Carlo Francovichs Darstellung der Resistenza in Florenz aus dem Jahr 1961. Seit den 1960er-Jahren wurden auch Aufbau und Organisation der sogenannten Partisanenrepubliken erforscht. Insbesondere die in der Nachkriegszeit aufgebauten zahlreichen regionalen Resistenza-Institute (heute: Istituti Storici della Resistenza e dell’Età contemporanea), die bis heute in einer antifaschistischen Forschungstradition stehen, widmeten sich der Erforschung von Antifaschismus und Widerstand in vielzähligen Einzelstudien, die in den über ein Dutzend verschiedenen Institutszeitschriften, allen voran in der Zeitschrift Il Movimento di liberazione in Italia (seit 1973: Italia contemporanea) der Mailänder Zentrale Istituto Nazionale per la Storia del Movimento di Liberazione in Italia (heute: Istituto Nazionale Ferruccio Parri) erschienen.
Der Geschichte der kommunistischen Partei in der Resistenza widmet sich der 1975 erschienene fünfte Band von Paolo Sprianos monumentaler Storia del Partito Comunista Italiano. Als grundlegend zur Geschichte der Aktionspartei gilt Giovanni De Lunas 1982 veröffentlichte Storia del Partito d’Azione.
In den 1970er-Jahren begannen Historiker und Archivare zudem, wichtige Dokumentensammlungen zu veröffentlichen: Giorgio Rochat gab 1972 die Akten des Comando generale des Corpo Volontari della Libertà heraus, Gaetano Grassi 1977 die Akten des Comitato di Liberazione Nazionale per l’Alta Italia. 1979 wurden die Dokumente der Brigate Garibaldi in drei Bänden veröffentlicht, 1985 die der Giustizia e Libertà-Formationen. Erst 1996 erschien dagegen eine Dokumentensammlung zu den autonomen Partisanenformationen.

#### 1990er-Jahre
Entscheidend für die moderne Resistenza-Geschichtsschreibung wurden in vielerlei Hinsicht die 1990er-Jahre, in denen sich angesichts der weltpolitischen Veränderungen Raum für eine neue, entideologisierte Resistenza-Deutung bot: Nach dem Fall des Sowjetimperiums und dem Zusammenbruch des italienischen Parteiensystems 1992–94 infolge des sogenannten Tangentopoli-Korruptionsskandals kam die Resistenza zu Beginn der sogenannten „Zweiten Republik“ auf den „Prüfstand“.
Als epochemachend gilt Claudio Pavones 1991 erschienenes Buch Una guerra civile, mit dem der in Pisa lehrende Historiker keine ereignisgeschichtlich, sondern problemorientierte Darstellung vorlegte. Im Zentrum seiner Analyse stehen Motivation, Erwartungen und Hoffnungen – mit anderen Worten: der „Denk-, Erfahrungs- und Planungshorizont“ der Akteure. Dabei vertrat der Autor einen Forschungsansatz, der drei große Interpretationsmuster des Phänomens miteinander verknüpfte; nach ihnen sind die Kapitel des Buchs benannt: der „patriotische Krieg“ („Guerra patriottica“), „Bürgerkrieg“ („Guerra civile“) und „Klassenkrieg“ („Guerra di classe“). Demzufolge sei die italienische Widerstandsbewegung erstens ein nationaler, von Patriotismus geleiteter Befreiungskrieg gegen die nationalsozialistische Besatzungsmacht gewesen; diese Komponente der Resistenza war von der bisherigen Historiographie, insbesondere der kommunistischen, besonders hervorgehoben worden. Zweitens sei die Resistenza ein Bürgerkrieg gewesen. Dieses Deutungskonzept war zwar schon von Zeitgenossen, vor allem von den Widerstandskämpfern der Aktionspartei, verwendet worden; in Italien war der Begriff jedoch seit Kriegsende immer mehr zu einem Monopol rechtsnationalistischer und neofaschistischer Kreise geworden, während die ausländische Geschichtswissenschaft den Begriff durchaus zur Charakterisierung der Jahre 1943–45 gebrauchte. Der Begriff kam erstmals wieder in den Jahren 1985–86 in der wissenschaftlichen Debatte auf: Pavone veröffentlichte bereits 1986 einen Aufsatz zur Bürgerkriegsthese. Dass nun ein Repräsentant des linken Lagers nicht nur die Legitimität, sondern auch die Notwendigkeit dieser Perspektive betonte, glich einem Tabubruch. Vertreter der „linken“ Geschichtswissenschaft lehnten die Interpretation der Jahre 1943–45 als Bürgerkrieg teils noch bis Mitte der 1990er-Jahre ab, da diese implizierte, dass die faschistische Italienische Sozialrepublik durchaus auch Rückhalt in der Bevölkerung hatte, anders als die kommunistische Geschichtsschreibung meist suggeriert hatte; auch die Befürchtung, dass durch die Charakterisierung als Bürgerkrieg die Partisanen mit den Salò-Faschisten auf eine Stufe gestellt würden, dürfte eine Rolle gespielt haben. Inzwischen hat sich die Bürgerkriegsthese in Koexistenz zu der des Befreiungs- und Klassenkriegs jedoch allgemein durchgesetzt. Drittens sei die Resistenza sozialgeschichtlich ein antikapitalistischer Klassenkrieg gewesen. Dieses von der Kommunistischen Partei und der Aktionspartei verfolgte Ziel blieb weitestgehend unerreicht.
Seit den späten 1980er-Jahren rückte die Erforschung der Republik von Salò in den Fokus, die die bisherige Forschung vernachlässigt hatte. Lutz Klinkhammer legte zudem 1991 eine wichtige Monographie zur deutschen Besatzung Italiens vor, in der er die polykratische Struktur der nationalsozialistischen Besatzungsherrschaft herausarbeitete.
Mitte der 1990er-Jahre kritisierte schließlich Renzo De Felice, der Autor einer monumentalen Mussolini-Biographie, in der italienischen Presse und im 1995 erschienenen Interviewbuch Rosso e Nero die Thesen der traditionellen antifaschistischen Geschichtsschreibung zur Resistenza: Damit löste De Felice, der bereits 1976 und 1987/88 in öffentlichen Interviews das Deutungsmonopol der antifaschistischen Geschichtsschreibung angegriffen hatte, eine dritte große Debatte um seine Person aus. Die gesamte frühere Resistenza-Historiographie qualifizierte er als eine einzige „vulgata filoresistenziale“ („Resistenza-freundliche Vulgata“) ab. Anerkannt ist inzwischen die von De Felice wohl am klarsten formulierte These von der bewaffneten Resistenza als Minderheit. Umstritten bleibt hingegen seine Behauptung, die Masse der Bevölkerung habe als „breite Grauzone“ zwischen den beiden Lagern (Resistenza versus Italienische Sozialrepublik) gestanden und sich unpolitisch verhalten. Die Resistenza, so De Felice, sei zwar „ein großes geschichtliches Ereignis“ gewesen; keinem Revisionismus werde es gelingen, dies zu verneinen. Doch vermochte in der Interpretation De Felices auch die Resistenza nicht, das italienische Nationalgefühl wiederzuerlangen: Denn nach De Felice und Ernesto Galli della Loggia ereignete sich am 8. September 1943, an dem die Waffenstillstandsverhandlungen mit den Alliierten bekannt wurden, der „Tod des Vaterlandes“ („morte della patria“). Damit entwarf De Felice ein Gegennarrativ zur antifaschistischen Geschichtsschreibung, für die der 8. September als Beginn der Resistenza und damit auch des demokratischen Nachkriegsitaliens etwas Positives bedeutet hatte.
Seit den 1990er-Jahren, als in Deutschland die Wehrmachtsausstellung die Verbrechen der Wehrmacht an der Ostfront einer breiten Öffentlichkeit bekanntmachte, hat sich die Erforschung der nationalsozialistischen Massaker an der Zivilbevölkerung als eigenständiger Forschungszweig etabliert. Auch die deutschsprachige Forschung hat hierzu durch die Studien Friedrich Andraes, Gerhard Schreibers, Lutz Klinkhammers, Joachim Starons und Carlo Gentiles beigetragen. Das von der Associazione Nazionale Partigiani d’Italia und dem Mailänder Istituto Nazionale Ferruccio Parri geleitete und von der Bundesrepublik Deutschland geförderte Online-Projekt Atlante delle stragi naziste e fasciste in Italia stellt seit April 2006 Texte, Karten und Bilder zu den einzelnen Massakern zur Verfügung. Dabei werden nicht nur die von Wehrmacht und Waffen-SS, sondern auch die von republikanischen Faschisten begangenen Massaker berücksichtigt.
Mit den Massakern im Zusammenhang steht ein weiterer Forschungszweig, der sich der Ahndung deutscher Kriegsverbrechen in Italien widmet. In der frühen Nachkriegszeit aus politischen Gründen ad acta gelegt, wurden die Kriegsverbrecherprozesse erst wieder nach Auffinden des sogenannten „Schranks der Schande“ 1995 aufgenommen.
1997 erschien auf Initiative des römischen Istituto Luigi Sturzo eine Reihe von Sammelbänden zur Rolle des Klerus und der katholischen Kirche während des Bienniums 1943–45.
Während sich die ältere Resistenza-Forschung vor allem auf den militärischen Widerstand und die Geschichte der Parteien in der Resistenza konzentriert hatte, entdeckte die jüngere Geschichtswissenschaft auch den gewaltlosen und zivilen Widerstand (Resistenza senz’armi und Resistenza civile). So widmen sich vermehrt seit den späten 1990er-Jahren im Sinne einer Geschlechtergeschichte Studien der Rolle von Frauen in der Resistenza. Auch die Haltung der rund 600.000 italienischen Militärinternierten wird seit den 1990er-Jahren als Teil eines passiven oder zivilen Widerstands gewürdigt.

#### 2000 bis heute
Diesen Entwicklungen trägt der 2000 erschienene Dizionario della Resistenza, ein wichtiges Nachschlagewerk, Rechnung, der im ersten Band die „Storia e geografia della Liberazione“ („Geschichte und Geographie der Befreiung“) und im zweiten Band „Luoghi, formazioni, protagonisti“ („Orte, Formationen, Protagonisten“) behandelt. So enthält der erste Band Kapitel zum „Internamento militare italiano“, zur „Resistenza civile“ oder zur „Stampa della Resistenza“ („Presse der Resistenza“).
Nach der Jahrtausendwende widmeten sich zum ersten Mal monographische Studien der Rezeptionsgeschichte und dem Erbe der Resistenza. Auch regionale Überblicksdarstellungen, vorangetrieben durch die lokalen Resistenza-Institute, bleiben im Trend, wie etwa zweibändige Studien zur Resistenza in Ligurien oder der Toskana beweisen. Eine neue, in einen geschichtlichen und einen problemorientierten Teil gegliederte Überblicksdarstellung der italienischen Widerstandsbewegung stammt von Santo Peli aus dem Jahr 2004. Unter dem Titel Storie di GAP hat derselbe Autor dem lange marginalisierten städtischen Widerstand 2014 eine Monographie gewidmet. 2010 legte Tommaso Piffer eine wichtige Untersuchung zum Verhältnis von Alliierten und Resistenza vor. 2013 gab Ercole Ongaro in einer Monographie erstmals ein Bild des gewaltlosen Widerstands auf nationaler Ebene. 2019 veröffentlichten Marcello Flores und Mimmo Franzinelli eine neue Gesamtdarstellung der Resistenza. 2021 erschienen zwei Titel, die sich mit einem bislang eher vernachlässigten Aspekt beschäftigen, mit der Beteiligung übergelaufener deutscher Soldaten in der Resistenza.

## Goldene Tapferkeitsmedaillen
Die goldene Tapferkeitsmedaille wurde an folgende Städte, Provinzen und Institutionen vergeben:
- Gemeinde Alba (Provinz Cuneo)
- Provinz Alessandria
- Aostatal
- Provinz Arezzo
- Provinz Ascoli Piceno
- Provinz Asti
- Stadt Bassano del Grappa (Provinz Vicenza)
- Stadt Belluno
- Stadt Biella
- Stadt Bologna
- Gemeinde Borgo Val di Taro (Provinz Parma)
- Gemeinde Boves (Provinz Cuneo)
- Stadt Cassino (Provinz Frosinone)
- Gemeinde Cumiana (Provinz Turin)
- Stadt Cuneo
- Gemeinde Domodossola (für das Val d’Ossola, Provinz Novara)
- Stadt Florenz
- Stadt Genua
- Stadt Gorizia
- Gemeinde Imola (Provinz Bologna)
- Provinz Imperia
- Stadt Lanciano (Provinz Chieti)
- Provinz La Spezia
- Gemeinde Marzabotto (Provinz Bologna)
- Provinz Massa-Carrara
- Stadt Mailand
- Stadt Modena
- Gemeinde Montefiorino (Provinz Modena)
- Stadt Neapel
- Stadt Parma
- Pietransieri, Teil der Gemeinde Roccaraso (Provinz L’Aquila)
- Stadt Pescara
- Stadt Piombino (Provinz Livorno)
- Provinz Pordenone
- Stadt Ravenna
- Stadt Reggio nell’Emilia
- Stadt Rom
- Gemeinde Savona
- Gemeinde Sesto San Giovanni (Provinz Mailand)
- Gemeinde Sant’Anna di Stazzema (Provinz Lucca, für das Gebiet der Versilia)
- Stadt Turin
- Stadt Trient für das Trentino
- Stadt Treviso
- Stadt Triest
- Das Friaul und dafür stellvertretend die Stadt Udine
- Gemeinde Varallo Sesia (Provinz Vercelli, für das Gebiet Valsesia)
- Stadt Verona
- Stadt Vicenza
- Stadt Vittorio Veneto (Provinz Treviso)
- Universität Padua

### Monographische Gesamtdarstellungen
- Roberto Battaglia: Storia della Resistenza italiana. Einaudi, Turin 1964 (Erweiterung der ersten Auflage von 1953).
- Roberto Battaglia, Giuseppe Garritano: Der italienische Widerstandskampf 1943 bis 1945. Deutscher Militärverlag, Berlin 1970 (italienisches Original 1964).
- Giorgio Bocca: Storia dell’Italia partigiana. Settembre 1943–Maggio 1945. Mondadori, Mailand 1995, ISBN 978-88-04-40129-2 (Original 1966).
- Charles F. Delzell: Mussolini’s Enemies: the Italian Anti-Fascist Resistance. Princeton University Press, Princeton 1961.
- Gerhard Feldbauer: Die Resistenza: Italien im Zweiten Weltkrieg. PapyRossa Verlag, Köln 2014, ISBN 978-3-89438-559-0.
- Marcello Flores. Mimmo Franzinelli: Storia della Resistenza. Laterza, Rom 2019, ISBN 978-88-581-3363-7. (Fachwissenschaftliche Rezension 1, Fachwissenschaftliche Rezension 2)
- Claudio Pavone: A civil war. A history of the Italian Resistance. Verso, London u. a. 2014, ISBN 978-1-78168-777-2 (italienisches Original: Una guerra civile. Saggio storico sulla moralità nella Resistenza. Bollati Boringhieri, Turin 1991, ISBN 88-339-0629-9).
- Santo Peli: La Resistenza in Italia. Storia e critica. Einaudi, Turin 2004.
- Santo Peli: Geschichte der Resistenza. Antifaschistischer Widerstand in Italien. Aus dem Italienischen übersetzt von Andreas Löhrer. Mandelbaum Verlag, Berlin und Wien 2024, ISBN 978-3-99136-051-3 (Original: Storia della Resistenza in Italia. Turin 2006 und 2015).
- Max Salvadori: Breve storia della Resistenza italiana. Vallecchi, Florenz 1974 (Original 1955).

### Nachschlagewerke
- Enzo Collotti, Renato Sandri, Frediano Sessi (Hrsg.): Dizionario della Resistenza. Bd. 1: Storia e geografia della Liberazione. Bd. 2: Luoghi, formazioni, protagonisti. Einaudi, Turin 2000.

### Überblicksartikel
- Gustavo Corni: Italy. In: Bob Moore (Hrsg.): Resistance in Western Europe. Berg, Oxford New York 2000, S. 157–187.
- Rudolf Lill: Antifaschismus und Resistenza. In: Michael Kißener, Harm-Hinrich Brandt, Wolfgang Altgeld (Hrsg.): Widerstand in Europa. Zeitgeschichtliche Erinnerungen und Studien. Universitätsverlag Konstanz, Konstanz 1995, S. 153–163.
- Jens Petersen: Der Ort der Resistenza in Geschichte und Gegenwart. In: Quellen und Forschungen aus italienischen Archiven und Bibliotheken. 72, 1992, S. 550–571 (Digitalisat).
- Steffen Prauser: Italien: „Resistenza“ gegen Faschismus und Nationalsozialismus 1943–1945. In: Gerd R. Ueberschär (Hrsg.): Handbuch zum Widerstand gegen Nationalsozialismus und Faschismus in Europa 1933/39 bis 1945. De Gruyter, Berlin 2011, S. 21–30.

### Spezialaspekte
- Luca Baldissara: Italia 1943. La guerra continua. Il Mulino, Bologna 2023, ISBN 978-88-15-38671-7 (Fachwissenschaftliche Rezension).
- Philip Cooke: The Legacy of the Italian Resistance. Palgrave Macmillan, Basingstoke 2011, ISBN 978-0-230-11410-4 (Fachwissenschaftliche Rezension (englisch)).
- Carlo Gentile: Wehrmacht und Waffen-SS im Partisanenkrieg 1943–1945. Schöningh, Paderborn u. a. 2012, ISBN 978-3-506-76520-8 (Fachwissenschaftliche Rezension).
- Tommaso Piffer: Gli Alleati e la Resistenza italiana. Il Mulino, Bologna 2010, ISBN 978-88-15-13335-9.
- Petra Terhoeven: Frauen im Widerstand: Das Beispiel der italienischen Resistenza. In: Zeitschrift für Geschichtswissenschaft, Bd. 52 (2004), S. 608–625.